# MC-7 (Кебрения)
MC-7 (Кебрения, лат. Cebrenia, CEB) — один из 30 квадрантов, на которые разделена карта Марса согласно решению XV Генеральной ассамблеи Международного астрономического союза (1973). Для карты используется равноугольная коническая проекция Ламберта и масштаб 1: 5 000 000. Данный лист охватывает область от 30° до 65° северной широты и от 120° до 180° восточной долготы (северо-восточную часть восточного полушария планеты).
Протяжённость южных и северных границ района составляет соответственно 3065 км и 1500 км, а его размер с севера на юг — около 2050 км (что немногим меньше длины Гренландии). Район занимает площадь около 4,9 млн км², или чуть более 3 % территории Марса.

## Название

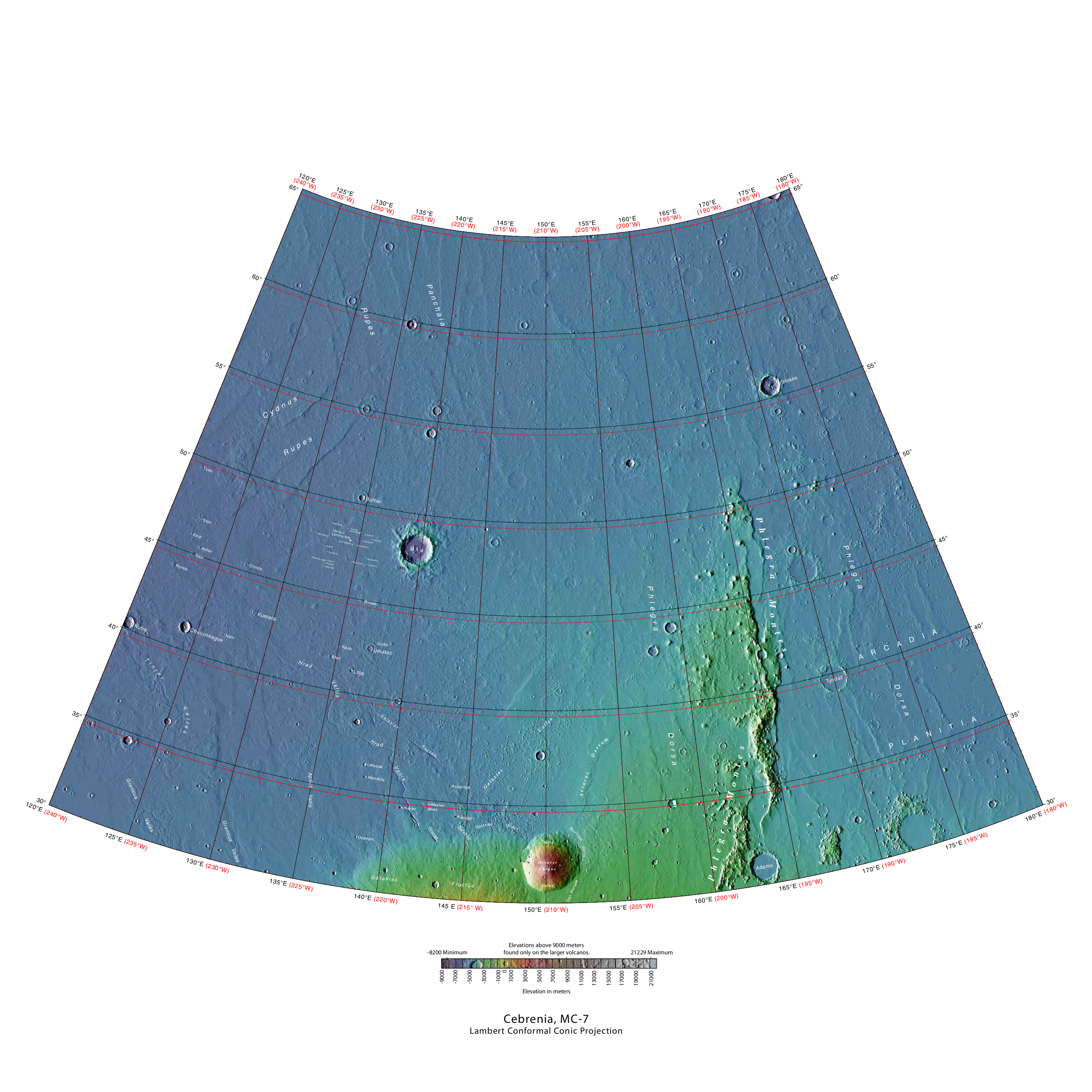
Лист карты МС-7. Карта высот (синим цветом изображены низменности, красным — возвышенности). Большую часть региона (слева, сверху и в центре) занимает часть равнины Утопия, справа видно горы Флегра, за ними — часть равнины Аркадия. Снизу — купол Гекаты, которым начинается вулканическое нагорье Элизий. Крупный кратер левее центра — Ми, справа вверху — Стокс

Каждому листу карты Марса присвоено обозначение, состоящее из букв MC (от англ. Martian Chart — карта Марса) и номера (от 1 до 30). Кроме того, каждый лист носит название самой большой классической детали альбедо, расположенной в этом районе, и трёхбуквенное сокращение этого названия.
Данный лист обозначен как MC-7 и носит имя детали альбедо Кебрения (лат. Cebrenia), расположенной в его пределах (с центром на 50° с. ш. 150° в. д. / 50° с. ш. 150° в. д.). Эта деталь альбедо названа в честь равнин вокруг древнего города Троя; её имя было утверждено Международным Астрономическим союзом в 1958 году. Сокращённое обозначение данного листа карты — CEB.

## География и геология региона
Большую часть территории района занимают равнины Утопия (на западе) и Аркадия (на востоке). Наиболее заметные детали рельефа — большие кратеры Ми (лат. Mie) и Стокс (Stokes), вулканический купол Гекаты и горы Флегра (Phlegra Montes). К северо-западу от купола Гекаты имеется хаос Галаксий (Galaxias Chaos).
3 сентября 1976 космический аппарат «Викинг-2» совершил посадку приблизительно в 150 км к западу от кратера Ми в точке с координатами 48° с. ш. 134° в. д. / 48° с. ш. 134° в. д.. Равнина в месте посадки была покрыта камнями и валунами с наметёнными в их ветровой тени маленькими дюнами из почвы, пыли и снега. Скорость ветра составляла 7 м/с. На поверхности почвы была твёрдая корка. Предположительно, такие корки на поверхности почвы формируются при испарении движущихся через неё растворов.

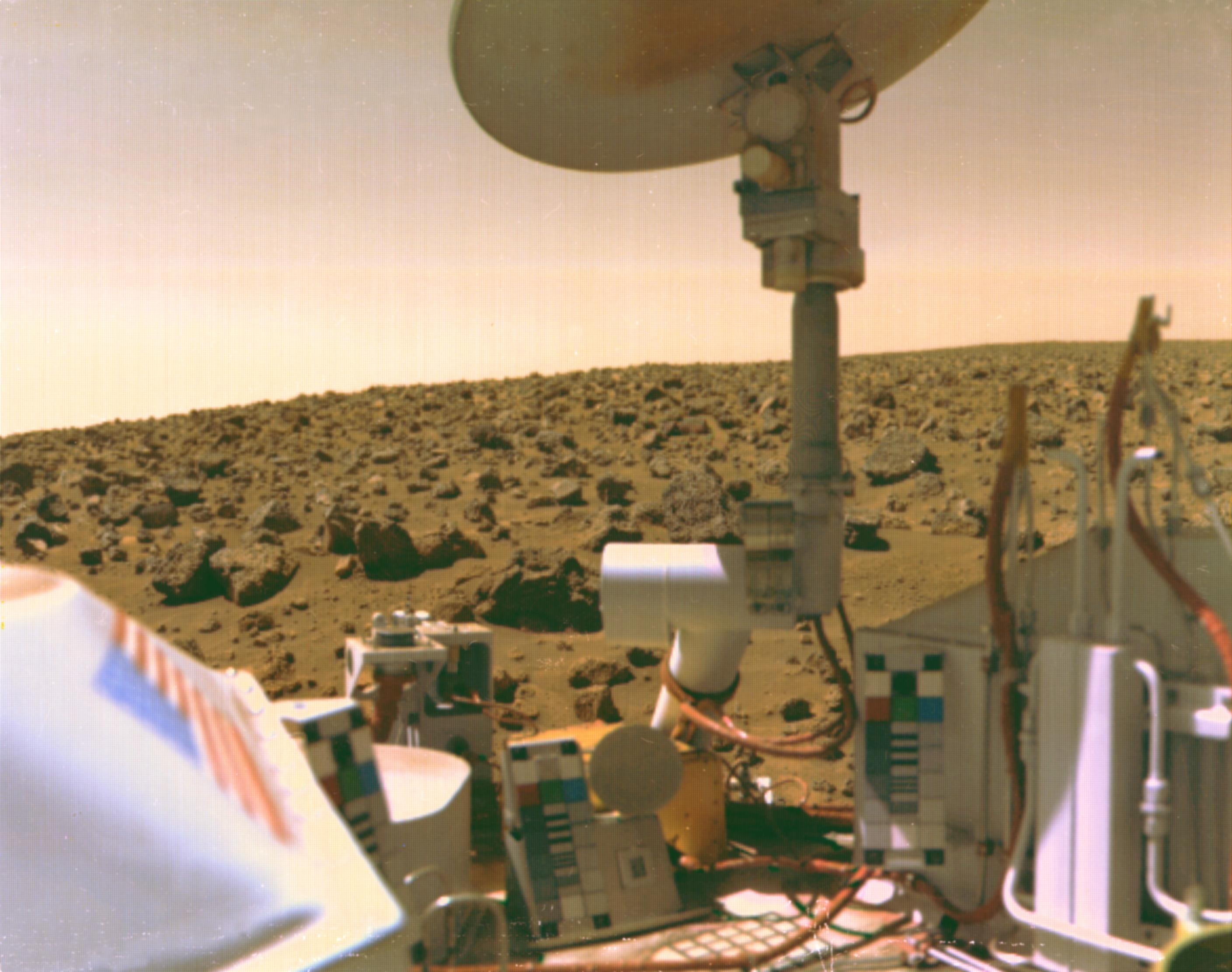
Изображение, полученное аппаратом «Викинг-2» на месте посадки

По химическому составу грунт напоминает продукты выветривания базальтовых лав. Проанализированные образцы почвы содержали много кремния и железа, значительные количества магния, алюминия, серы, кальция и титана. В небольшом количестве были обнаружены стронций и иттрий. Калия оказалось в 5 раз меньше, чем в земной коре. Некоторые химические соединения в почве содержали серу и хлор, напоминая продукты испарения морской воды. Серы было больше в верхней корочке, чем снизу. Возможно, она присутствует в виде сульфатов магния, натрия, кальция и/или железа. В составе почвы обнаружен магнетит. Органических соединений не обнаружено. На Марсе практически нет озонового слоя, поэтому ультрафиолетовое излучение стерилизует поверхность. Кроме того, ультрафиолет способствует возникновению весьма активных химических соединений, таких как перхлораты и пероксиды, которые разрушили бы любое органическое вещество на поверхности.
В некоторых молодых кратерах обнажается водяной лёд. Он присутствует и в выбросах породы вокруг кратера. Со временем лёд испаряется в атмосферу и перекрывается новыми отложениями. Присутствие льда было зафиксировано спектрометром CRISM, находящимся на борту Mars Reconnaissance Orbiter (MRO). Он был найден в пяти районах, три из которых находятся на территории листа MC-7, в точках с координатами 55°34′ с. ш. 150°37′ в. д. / 55,57° с. ш. 150,62° в. д., 43°17′ с. ш. 176°54′ в. д. / 43,28° с. ш. 176,9° в. д. и 45°00′ с. ш. 164°30′ в. д. / 45° с. ш. 164,5° в. д.

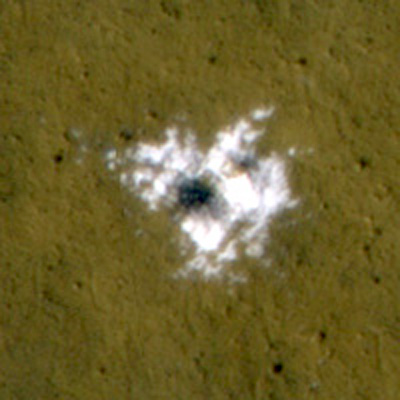
Светлые области вокруг кратера содержат водяной лёд

В южной части листа МС-7 находятся северные окраины обширного вулканического поднятия Элизий, где находится купол Гекаты. Предполагается, что этот вулкан извергался около 350 млн лет назад. Извержения создали впадины на его склонах, заполнившиеся ледниковыми отложениями всего 5 млн лет назад. Кроме того, во время активизации вулканов расплавленная порода из недр подступала близко к поверхности, вызывая таяние мёрзлых грунтов и перекрытых осадочными отложениями ледников. Предполагается, что долина Храд (Hrad Vallis) была образована потоками воды и грязи. Она начинается от подножья вулкано-тектонического поднятия Элизий и прослеживается на 600—800 км в направлении равнины Утопия.
В этом же районе, между истоком долины Храд и подножьем купола Гекаты, находится так называемый хаос Галаксий (Galaxias Chaos). Он отличается от многих других хаосов отсутствием каналов оттока и большой разницы высоты с окружающей территорией. Исследование, проведённое Pedersen и Head в 2010 году предполагает, что этот хаос — район вулканического потока, который перекрыл богатый льдом слой, названный Vastitas Borealis Formation (VBF). Считается, что слой VBF сформировался вблизи фронта лавовых и пирокластических отложений во время больших наводнений в северо-западной части вулкано-тектонической депрессии Гекаты, препятствующей оттоку водных и грязевых потоков на равнину Утопия. При извержениях пирокластические отложения и потоки лавы перекрывают богатые льдом слои VBF. Затем лёд постепенно испаряется, по краям застывшего лавового потока образуются трещины, лавовая «шапка» разбивается на блоки и оседает. Из-за неравномерной мощности как мерзлотных слоёв, так и лавовых потоков образуется хаотичное нагромождение блоков, разбитых разломами.

## Галерея

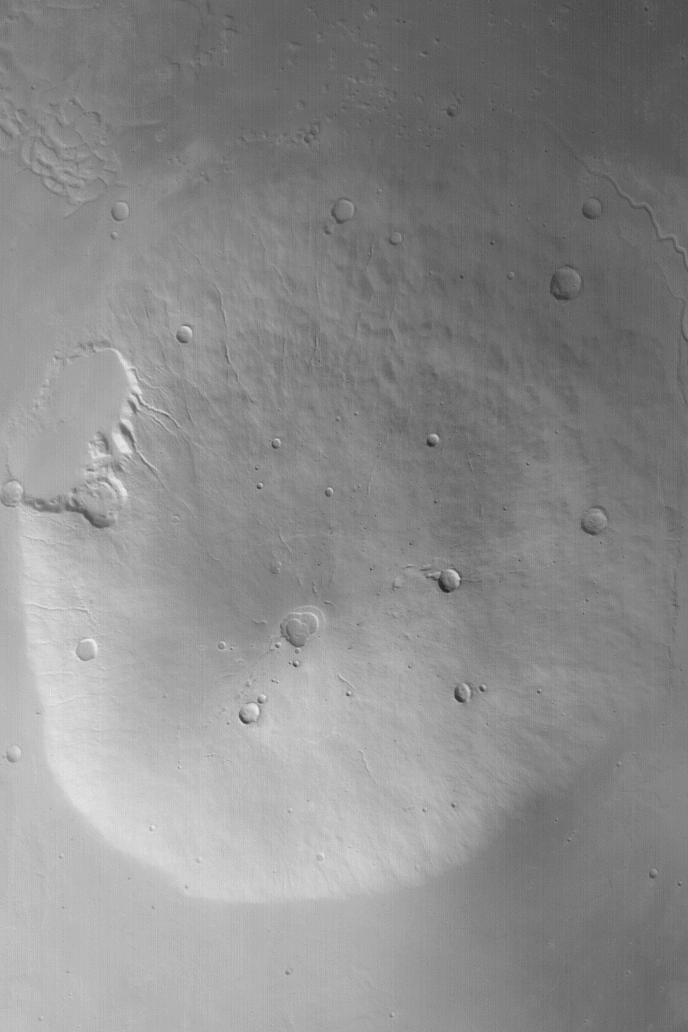
Купол Гекаты (снимок КА Mars Global Surveyor)
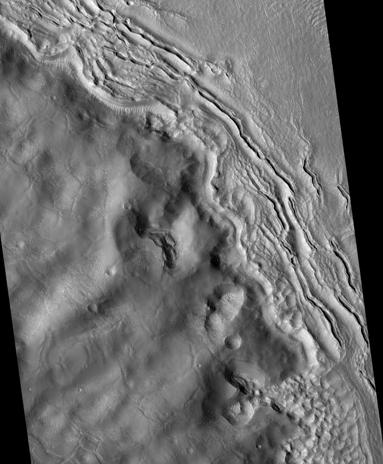
Купол Гекаты (снимок HiRISE). Хребты к северо-западу от вулкана
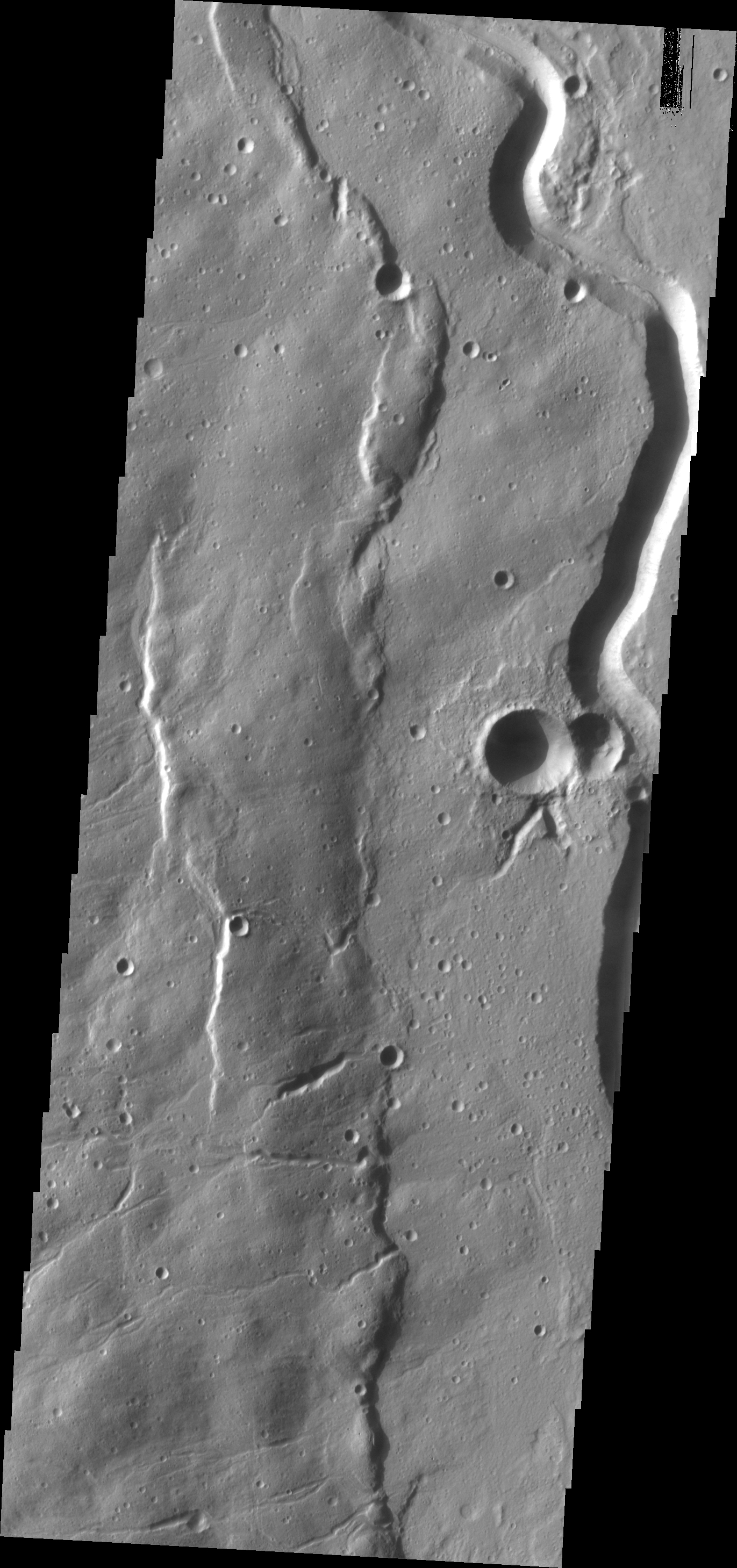
Долина Бувинда (Buvinda Vallis), огибающая с востока купол Гекаты